# 迈克·特尔·马特
迈克尔·特尔·马特（英語：Michael ter Maat，1961年6月20日—）是美国政治人物，自由意志党党员。2024年，他被自由意志党提名为2024年美国总统选举的副总统候选人，他的竞选搭档为蔡斯·奥利弗。